# Ilija Gregorić
Ilija Gregorić (Ribnik kraj Karlovca oko 1520. – Zagreb, između lipnja i prosinca, 1574.), bio je hrvatski vojnik i glavni vojni zapovjednik seljačke bune u Hrvatskoj i Sloveniji 1573. godine.

## Životopis
Ilija Gregorić rođen je u Ribniku kraj Karlovca, oko 1520. godine. Sudjelovao je u borbama protiv Turaka te bio zarobljavan, ali je iz zarobljeništva dva puta uspio pobjeći (1545. i 1568. godine) i zbog toga je dobio nadimak Prebeg (Pribeg). Oko 1550. godine naselio se u Brdovcu, koji je bio dijelom susedgradsko-stubičkog vlastelinstva obitelji Hennyngh, gdje je imao posjed, bavio se trgovinom i služio kao vojnik na granici. Posjed mu je za vrijeme nemira na vlastelinstvu oduzeo Franjo Tahy. Zbog svoga vojničkog znanja izabran je od ustanika za glavnoga vojnog zapovjednika Seljačke bune (G. je izradio zreo i širok vojnički plan i zapovijedao najvažnijim dijelom ustaničke vojske, koji je trebao proširiti ustanak na slovenski teritorij "do mora". (Grafenauer). Zapovijedao je napadom ustanika na Cesargrad, te rukovodio postrojbama koje su provalile u slovenske pokrajine. Napad na i zauzimanje Cesargrada bio je početak bune te prva veća ustanička akcija.
Tijekom bune Gregorić je bezuspješno pokušao u bunu uključiti i uskoke iz Žumberka. Nakon poraza kod Krškog 5. veljače 1573. godine povlačio se preko Jurkloštra i Planine, a 8. veljače porazili su ga štajerski velikaši kod Šenpetra (danas Bistrica ob Sotli).
Uhvaćen je oko 20. veljače 1573. godine u okolici Jasenovca, u pokušaju bijega na turski teritorij, te je odveden u Beč gdje je bio preslušavan, a njegove izjave u istražnom postupku sačuvane su i dragocjen su izvor podataka o buni. Nakon završetka istrage vraćen je u Zagreb, gdje je najvjerojatnije u drugoj polovici 1574. godine pogubljen.